# Jacques Hamel
Jacques Hamel (30 de novembre de 1930, Darnétal, França - 26 de juliol de 2016, Saint-Étienne-du-Rouvray, França) fou un sacerdot catòlic francès assassinat durant l'Eucaristia per dos islamistes a Saint-Étienne-du-Rouvray (Normandia, França).

## Biografia
Fou ordenat sacerdot el 30 de juny de 1958 per l'arquebisbe de Rouen, Joseph-Marie Martin. Aquell mateix any fou destinat com a vicari de la parròquia de Sant Antoni de Le Petit-Quevilly i el 1967 fou traslladat a la parròquia de Nostra Senyora de Lourdes de Sotteville-lès-Rouen. El 1975 fou nomenat capellà de Saint-Pierre-lès-Elbeuf i el 1988 a Cléon. L'any 2000 fou nomenat capellà in solidum de la parròquia de Saint-Étienne-du-Rouvray, el 2005, tot i que els capellans poden retirar-se en fer 75 anys, ell preferí continuar oferint el seu servei a la comunitat perquè encara es veia amb forces.

### Martiri
Fou martiritzat per Malik Petitjean i Adel Kermiche, dos terroristes de l'Estat Islàmic mentre celebrava missa a la seva parròquia de Sant Esteve de Saint-Étienne-du-Rouvray el 26 de juliol del 2016. Els seus agressors cridaren DAEIX abans de tallar-li el coll. El seu martiri fou el primer que es produí a l'Europa Occidental en més de 70 anys, des de l'execució del jesuïta Alfred Delp el 2 de febrer del 1945 a Berlín a mans dels nazis.

## Reaccions
El portaveu de la Santa Seu, Federico Lombardi, digué que el Papa Francesc es trobava al corrent dels esdeveniments i que sentia dolor i horror davant la «violència horrible que ha ocorregut en una església, un lloc sagrat en què s'anuncia l'amor de Déu».
L'arquebisbe de Rouen, Dominique Lebrun, que assistia a la Jornada Mundial de la Joventut 2016 a Polònia, digué en resposta a l'atac: «l'Església Catòlica no pot tenir d'altres armes que l'oració i la fraternitat entre els homes».
D'altra banda, Mohammed Karabila, president de l'Institut Regional de la Fe Musulmana de Normandia, digué que era «un home de pau i de fe, amb un cert carisma, una persona que dedicà la seva vida a les seves idees i a la religió. Sacrificà la seva vida pels altres».